# Coupe d'Algérie de basket-ball 2014-2015
Navigation
Coupe d'Algérie 2013-2014 Coupe d'Algérie 2015-2016
La Coupe d'Algérie 2014-2015 est la 44e édition de la Coupe d'Algérie de basket-ball, compétition à élimination directe mettant aux prises des clubs de basket-ball amateurs et professionnels affiliés à la fédération algérienne de basket-ball.
Le tenant du titre est l'GS Pétroliers, vainqueur durant la saison précédente face au CS Constantine.

## Résultats

### Trente-deuxièmes de finale
| Date | Équipe à domicile | Équipe à l'extérieur | Score |
| ---- | ----------------- | -------------------- | ----- |
|      |                   |                      | -     |
|      |                   |                      | -     |
|      |                   |                      | -     |
|      |                   |                      | -     |
|      |                   |                      | -     |
|      |                   |                      | -     |
|      |                   |                      | -     |
|      |                   |                      | -     |
|      |                   |                      | -     |
|      |                   |                      | -     |

### Seizièmes de finale
| Date | Équipe à domicile | Équipe à l'extérieur | Score | Lieu |
| ---- | ----------------- | -------------------- | ----- | ---- |
|      |                   |                      | -     |      |
|      |                   |                      | -     |      |
|      |                   |                      | -     |      |
|      |                   |                      | -     |      |
|      |                   |                      | -     |      |
|      |                   |                      | -     |      |
|      |                   |                      | -     |      |
|      |                   |                      | -     |      |
|      |                   |                      | -     |      |
|      |                   |                      | -     |      |
|      |                   |                      | -     |      |
|      |                   |                      | -     |      |
|      |                   |                      | -     |      |
|      |                   |                      | -     |      |
|      |                   |                      | -     |      |
|      |                   |                      | -     |      |

### Huitièmes de finale
| Date | Équipe à domicile | Équipe à l'extérieur | Score | Lieu |
| ---- | ----------------- | -------------------- | ----- | ---- |
|      |                   |                      | -     |      |
|      |                   |                      | -     |      |
|      |                   |                      | -     |      |
|      |                   |                      | -     |      |
|      |                   |                      | -     |      |
|      |                   |                      | -     |      |
|      |                   |                      | -     |      |
|      |                   |                      | -     |      |

### Quarts de finale
| Date | Équipe à domicile | Équipe à l'extérieur | Score | Lieu |
| ---- | ----------------- | -------------------- | ----- | ---- |
|      |                   |                      | -     |      |
|      |                   |                      | -     |      |
|      |                   |                      | -     |      |
|      |                   |                      | -     |      |

### Demi-finales
| Date | Équipe à domicile | Équipe à l'extérieur | Score |
| ---- | ----------------- | -------------------- | ----- |
|      |                   |                      | -     |
|      |                   |                      | -     |
|      |                   |                      | -     |
|      |                   |                      | -     |